# رالف مالون
رالف مالون (بالإنجليزية: Ralph Malone)‏ هو لاعب كرة قدم أمريكية أمريكي، ولد في 12 يناير 1964 في هنتسفيل في الولايات المتحدة.